# Sasserath (Mönchengladbach)
Sasserath ist ein Stadtteil von Mönchengladbach und gehört zum Stadtbezirk Süd.

## Geografie
Sasserath liegt im Stadtbezirk Süd der Stadt Mönchengladbach. Rheydt, der Hauptort des Stadtbezirks, befindet sich rund 5,1 Kilometer Luftlinie entfernt in nördlicher Richtung. Sasserath ist ein Straßendorf an der von Odenkirchen nach Jüchen verlaufenden B 59. Der Ort hat eine Nord-Süd- beziehungsweise Ost-West-Ausdehnung von je rund 700 Metern.
Zu Sasserath gehörig, befindet sich südwestlich davon der Ortsteil Mongshof.

### Nachbargemeinden
| Güdderath      | Odenkirchen                                 | Dürselen zu Jüchen   |
| Güdderath      | Kompassrose, die auf Nachbargemeinden zeigt | Kamphausen zu Jüchen |
| Holz zu Jüchen | Otzenrath zu Jüchen                         | Schaan zu Jüchen     |

## Wirtschaft und Infrastruktur

### Straße
Südöstlich führt die B 59 zur Autobahnauffahrt Mönchengladbach-Odenkirchen (13) zur A 44. Westlich führen die L 19 und die L 39 zur Autobahnauffahrt Mönchengladbach-Güdderath (14) der A 61.

### Bahn
Der nächste Bahnhof ist der Bahnhof Rheydt-Odenkirchen. An diesem Bahnhof verkehren die Züge RE 8 und RB 27 von Mönchengladbach Hauptbahnhof bis Koblenz Hauptbahnhof.

### Bus
In der Ortschaft gibt es insgesamt vier Bushaltestellen, die von den Linien 020 (Giesenkirchen, Tackhütte – Sasserath, Mongshof) und 097 (Mönchengladbach Hauptbahnhof – Jüchen, Schulzentrum) bedient werden.

### Unternehmen
Westlich von Sasserath befindet sich das Gewerbegebiet Regiopark Güdderath.

## Baudenkmäler
Ein Kriegerehrenmal ist das einzige zu den Baudenkmälern der Stadt Mönchengladbach zählende Bauwerk auf Sasserather Gebiet.

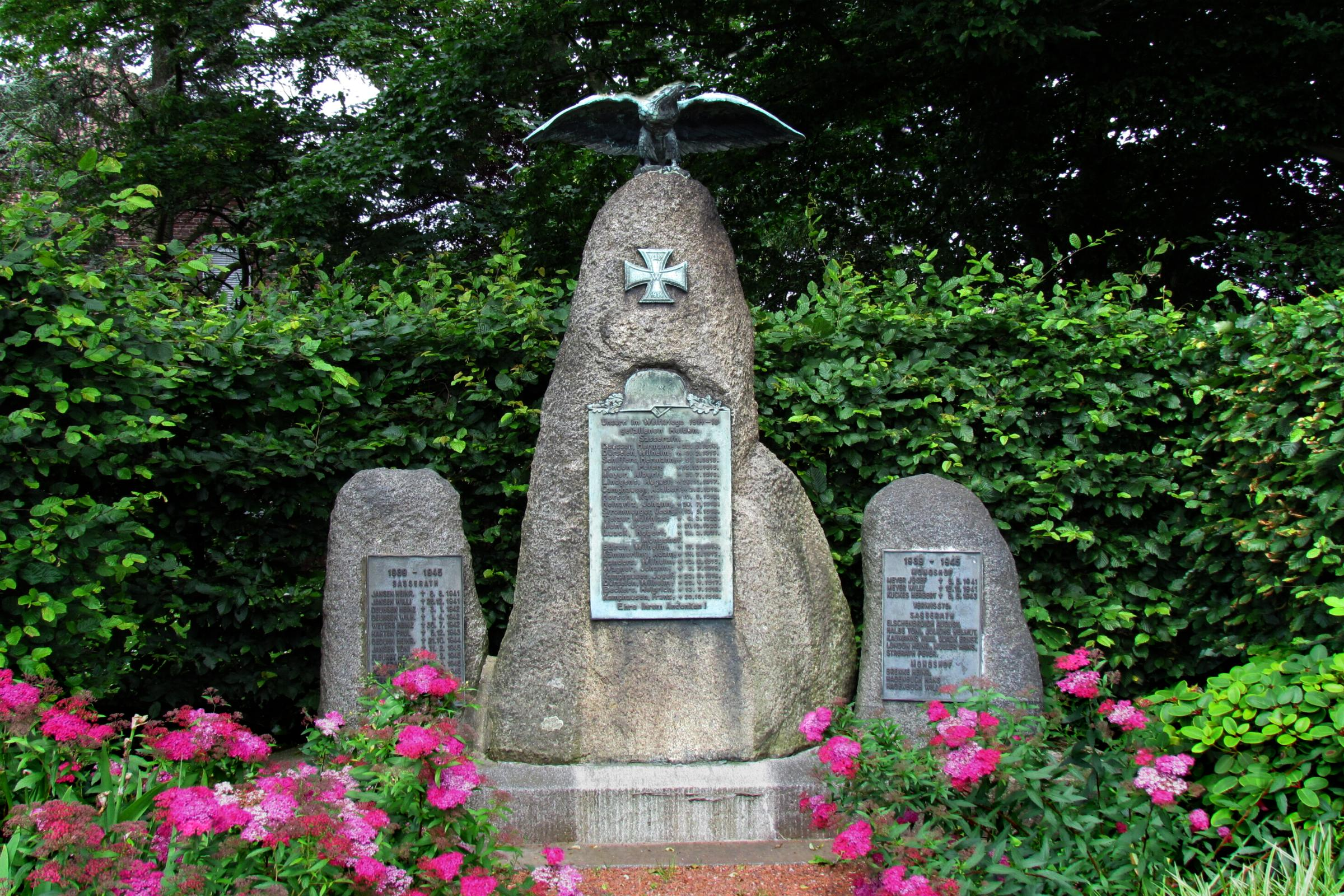
Kriegerehrenmale (K 097)